# Amati (firma)
Amati Kraslice je česká firma zabývající se výrobou dechových hudebních nástrojů se sídlem v Kraslicích. Amati navázala na tradici houslařství v okolí Kraslic (Luby - Schönbach od počátku 17. stol.) a výroby dechových nástrojů (od poloviny 18. stol.), která se v 19. stol soustředila do malých továren, vesměs v německých rukou. Po odsunu Němců po roce 1945 se zbytky výroby soustředily do družstva Amati, v roce 1948 zestátněného a spojeného s firmou V. F. Červený v Hradci Králové. Svou produkcí se řadila mezi tři největší výrobce svého druhu v Evropě a vyvážela do více než 50 zemí světa. V roce 1990 firma prošla privatizací, opustila houslařskou výrobu a změnila název na Amati - Denak (Dechové nástroje Kraslice) V listopadu 2019 vyhlásil soud firmu v úpadku, švýcarský majitel ustanovil krizového manažera.

## Portfolio a produkce
Značka zahrnuje obchodní značky Amati, Stowasser, Rott (pro španělský a portugalský trh) a V. F. Červený & synové, přičemž V. F. Červený & synové má vlastní výrobu v Hradci Králové a vzhledem k šíři sortimentu je světově největším výrobcem pístových nástrojů.
Vedle dechových nástrojů dřevěných a žesťových (plechových) všech druhů vyrábí firma ventilové, pístové a signální nástroje. Portfolio firmy tak zahrnuje saxofony, klarinety, flétny, fagoty a kontrafagoty, trubky, lesní rohy, křídlovky, melafony, suzafony, baskřídlovky, eufonia, pozouny a tuby a také bicí nástroje.
Kromě hudebních nástrojů vyrábí firma Amati-Denak rovněž ochranná pouzdra a kufříky na své nástroje a poskytuje řadu služeb, jako úpravy nástrojů, galvanické zušlechtění či barvení kovových součástí.

## Historie

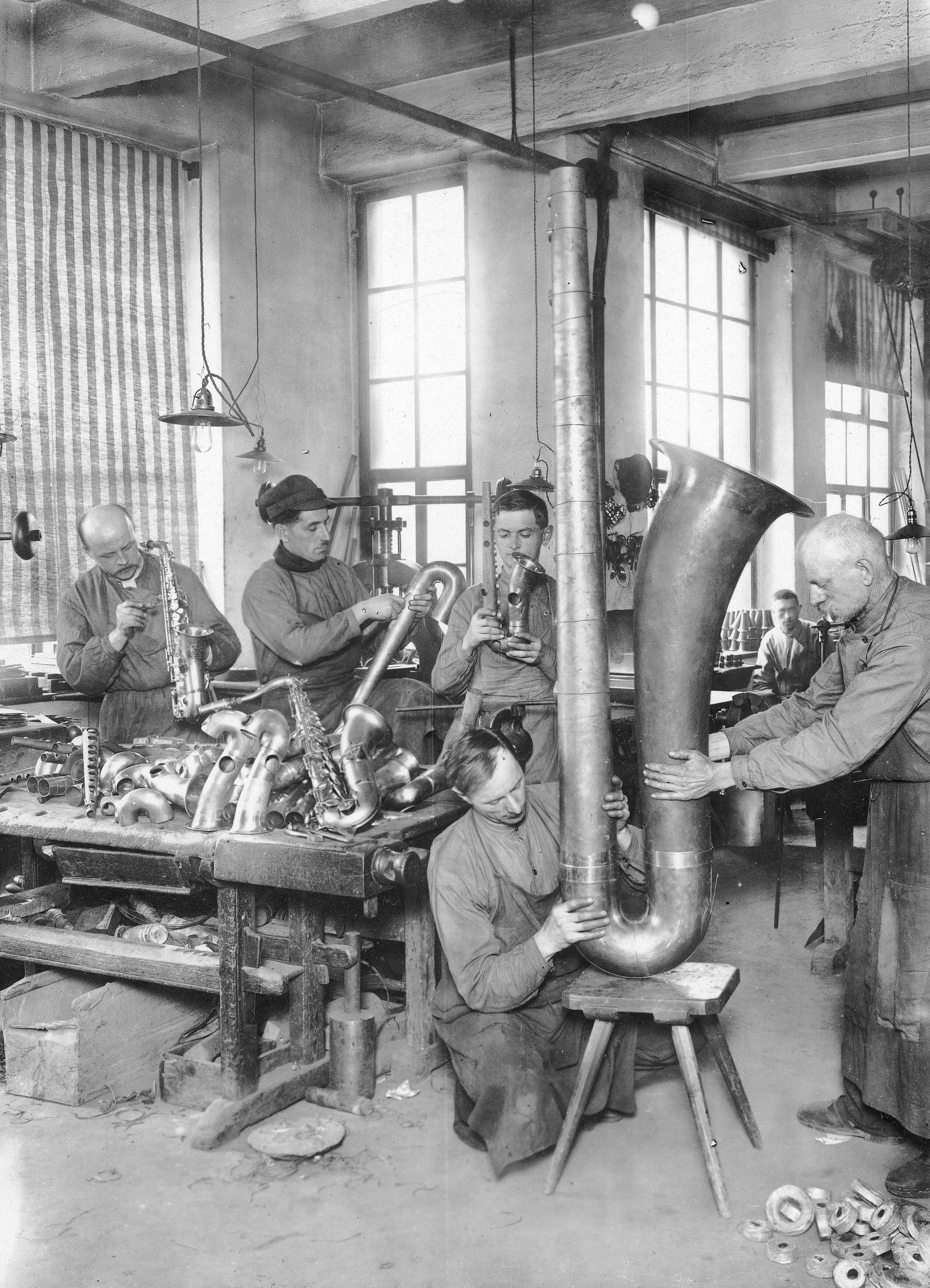
Produkce saxofonů v Kraslicích (1927)

V podhůří Krušných hor, na české i saské straně, má výroba hudebních nástrojů dlouhou tradici. V Lubech je první houslař (Melchior Lorenz) doložen už k roku 1631, řemeslná a domácká výroba dechových nástrojů od 18. století. Během 19. století se výroba v Kraslicích rychle rozšířila a vznikaly četné drobné i větší továrny, takže kolem roku 1900 zde působilo 11 továren s asi 300 dělníky a 500 domácími pracovníky. 16 obchodních firem působilo na domácím i zahraničním trhu. V nuceném odsunu roku 1945 byli prakticky všichni majitelé a téměř všichni kvalifikovaní řemeslníci jakožto Němci odsunuti do Německa a Kraslice byly osidlovány z českého vnitrozemí. V září 1945 bylo v Kraslicích založeno družstvo s názvem Amati zahrnující několik výrobců hudebních nástrojů. O tři roky později po komunistickém puči v roce 1948 byl podnik znárodněn a byly k němu připojeny některé další firmy s tradicí v oboru. Kraslice se postupně staly hlavním místem výroby dechových a bicích nástrojů v Česku.
Do roku 1989 byla součástí (jako závod) nejprve národního, pak oborového a nakonec státního podniku ČESKOSLOVENSKÉ HUDEBNÍ NÁSTROJE se sídlem v Hradci Králové.
Po privatizaci firmy v roce 1993 přibyl k názvu Amati dovětek Denak (zkratka pro Dechové nástroje Kraslice). Firma však zápasila s levnou asijskou konkurencí, s nedostatkem kvalifikovaných pracovníků i obchodních styků a několikrát změnila majitele. V září 2019 byl na firmu podán insolvenční návrh, v listopadu 2019 soud konstatoval úpadek a majitel povolal krizového manažera. Firma věřitelům dluží přes 140 mil. Kč. I v souvislosti s Brexitem dostali všichni zaměstnanci na konci roku 2019 výpověď a majitel společnosti z Velké Británie chce kraslickou firmu likvidovat.
Mezi lety 2020 až 2021 byla firma provozována v bankrotu. Poté co proběhl prodej závodu společnosti WP TRADE s.r.o. (22.8.2021) insolvenčním správcem, vznikla firma Amati Kraslice, výrobní družstvo.

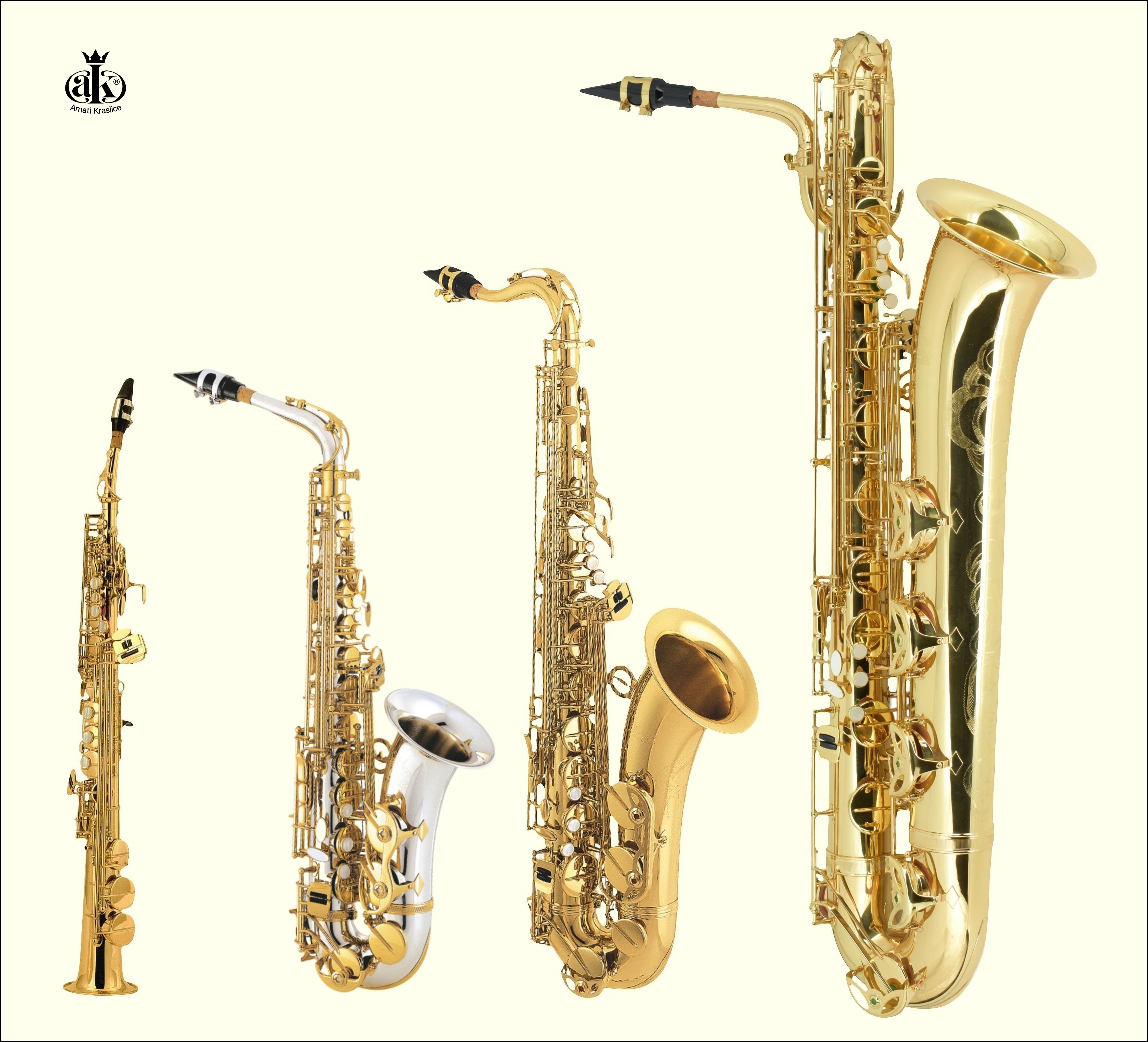
Soprán, alt, tenor a baryton saxofony